# Parafia Wniebowstąpienia Pańskiego w Poznaniu
Parafia Wniebowstąpienia Pańskiego w Poznaniu – rzymskokatolicka parafia obejmująca osiedle mieszkaniowe Wichrowe Wzgórze, wchodząca w skład dekanatu Poznań-Winogrady i archidiecezji poznańskiej. Została erygowana w 1983 roku.

## Historia
Początkowo osiedle Wichrowe Wzgórze (do 1989 r. Kraju Rad) podlegało w administracji kościelnej parafii salezjańskiej pw. św. Jana Bosko. W 1982 r. wybudowano barak, mający być kaplicą przyszłej parafii do czasu wybudowania kościoła. 4 grudnia 1983 r. arcybiskup Jerzy Stroba erygował nową parafię pw. Wniebowstąpienia Pańskiego. Rok później rozpoczęto budowę świątyni, którą zakończono w 1993 r. Pierwszym proboszczem parafii był ks. Czesław Liczbański, w 1999 r. zastąpił go ks. Jan Szczepaniak. Od 2023 proboszczem parafii jest ks. Adam Skrzypczak. W 2004 r. dokonano ceremonii zawierzenia parafii i osiedla Najświętszemu Sercu Pana Jezusa, a w 2007 r. w pobliżu kościoła postawiono pomnik Serca Jezusowego.

## Proboszczowie
- ks. Czesław Liczbański (1982–1999)
- ks. Jan Szczepaniak (1999–2023)
- ks. Adam Skrzypczak (od 2023)